# Diezma
Diezma ist eine spanische Gemeinde in der Provinz Granada, etwa 40 km nordöstlich von Granada.

## Geografie
Die Fläche der Gemeinde beträgt 42 km². In Diezma wohnen etwa 945 Diezmeros (Spanischer Einwohnername).
Diezma liegt auf 1233 Metern Höhe nahe der Autobahn zwischen Guadix und Granada, und die auffallendste Merkmale seines Ortskerns sind die Kirche Santo Cristo de la Fe, mit einem Turm im Neo-Mudéjar-Stil, und der Wohnpalast des Markgrafen von Diezma (18. Jahrhundert). Außerhalb des Ortskerns sind ein Ort namens Los Bañuelos zu erwähnen, wo die bei den Einheimischen sehr beliebten Thermalquellen entspringen, und die Cueva del Agua (Wasserhöhle), eine natürliche Grotte mit Formationen von Stalaktiten und Stalagmiten.

## Geschichte
Der Name des Ortes hängt mit den Zehnten (diezmos) zusammen, die früher für die landwirtschaftlichen Erträge an die Kirche gezahlt wurden; die Araber nannten ihn Dexme, sicherlich eine Ableitung des westgotischen Ortsnamens. Seine Geschichte geht jedoch auf frühere Zeiten zurück, denn er war eine Enklave an der römischen Via Augusta, die Acci mit Iliberis verband.
Er wurde 1490 durch die Katholischen Könige erobert, und seit 1530 als Gehöft anerkannt. Die Krone von Kastilien verkaufte ihn an Luis Guiral (1536), der den Titel des Majoratsherren von Diezma annahm.

## Spezialitäten
Spezialitäten sind Rebhuhnschmorgerichte, Wildgerichte und Lammbraten. Sehr zu empfehlen sind auch die sogenannten Rosquillos (mit Zucker bestreutes Kranzgebäck), der hausgemachte Reis und natürlich Gazpacho.

## Festtage
- Fest des San Blas, am 3. Februar
- Feste zu Ehren des Schutzheiligen Santo Cristo de la Fe, am vorletzten Samstag im August